# Cette impression qui n'a de nom qu'en français
Cette impression qui n'a de nom qu'en français (titre original : That Feeling, You Can Only Say What It Is in French) est une nouvelle de Stephen King parue tout d'abord en 1998 dans le magazine The New Yorker puis dans le recueil Tout est fatal en 2002.

## Résumé
Une femme mariée a des impressions de déjà-vu qui se répètent et se terminent par son mari en train de fondre alors que le couple fête ses 25 ans de mariage.